# Walter Zimmermann (compositor)
Walter Zimmermann (Schwabach, 15 de abril de 1949) es un compositor de música clásica alemán.

## Biografía
Zimmermann estudió composición en su país natal con Werner Heider y Mauricio Kagel, la teoría de la inteligencia musical en el Insrituto de Sonología de Utrecht (en la actualidad, emplazado en La Haya), e informática musical en la Universidad Colgate de Nueva York.
Las obras de Zimmerman son difundidas por una adaptación personal de la técnica minimalista.
En 1976, Zimmermann publicó una colección de entrevistas con músicos y compositores estadounidenses titulada Desert Plants: Conversations With 23 American Musicians.
Entre sus alumnos más célebres se encuentra Markus Trunk.

### Premios
- 1986: beca de la Academia Alemana Roma Villa Massimo[1]
- 1989: Schneider-Schott Music Prize Mainz, junto con Herbert Henck